# 토라 브라이트
토라 제인 브라이트(영어: Torah Jane Bright, 1986년 12월 27일~)는 오스트레일리아의 은퇴한 스노보드 선수이다. 2010년 동계 올림픽에서는 오스트레일리아 스노보드 선수 사상 첫 동계 올림픽 금메달을 획득했다. 2014년 동계 올림픽에서는 여자 스노보드 3종목에 출전하여 그 중 하프파이프 경기에서 은메달을 획득했다. 

## 성적

### 올림픽
| 년도 | 대회일   | 장소            | 종목         | 결과 | 메달 |
| ---- | -------- | --------------- | ------------ | ---- | ---- |
| 2006 | 2월 13일 | 이탈리아 토리노 | 하프파이프   | 5위  | -    |
| 2010 | 2월 18일 | 캐나다 밴쿠버   | 하프파이프   | 1위  |      |
| 2014 | 2월 9일  | 러시아 소치     | 슬로프스타일 | 7위  | -    |
| 2014 | 2월 12일 | 러시아 소치     | 하프파이프   | 2위  |      |
| 2014 | 2월 16일 | 러시아 소치     | 크로스       | 18위 | -    |